# Taddeo Gaddi

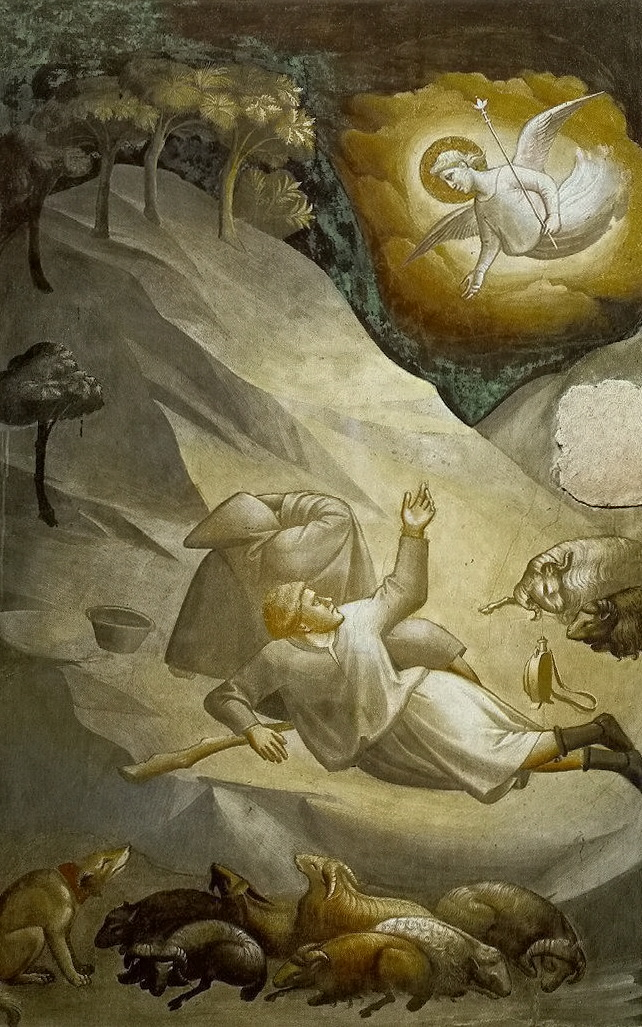
La anunciación a los pastores (1328-30) Fresco en la Capilla Baroncelli Santa Cruz, Florencia.

Taddeo Gaddi (h. 1300-1366) fue un pintor y arquitecto italiano de estilo italo-gótico. Como pintor, creó altares y murales y ante todo destaca como alumno y seguidor de Giotto. Como arquitecto, se le atribuye el diseño del Ponte Vecchio.

## Vida y obra
Hijo de Gaddo Gaddi, un artista del que poco se sabe, la educación artística de Taddeo le viene principalmente por ser alumno y asistente del pintor Giotto di Bondone. Cennino Cennini se refirió a Taddeo llamándolo ahijado de Giotto y dice que su relación duró 24 años.
Los primeros trabajos, como La estigmatización de san Francisco (h. 1325-1330, témpera sobre panel de madera) demuestra un sutil remodelado del estilo de Giotto.
Quizá sus obras más famosas son la serie de frescos que representan las vidas de la Virgen y de Cristo en la Capilla Giugni (antes Capilla Baroncelli) en la Basílica de Santa Cruz en Florencia (1328-38). La anunciación a los pastores (a la derecha) ilustra el interés de Taddeo en la luz y sus efectos. Su estudio de los eclipses solares en particular le llevarían con el tiempo a una seria lesión ocular en 1339.
Como arquitecto, Taddeo Gaddi se le atribuye el diseño del Ponte Vecchio en Florencia, así como el Ponte Trinita, que fue destruido en el siglo XVI.
Dos hechos apuntan a la importancia de Taddeo Gaddi como artista florentino:
1. Giorgio Vasari incluyó una biografía suya en las Vidas.
2. El nombre de Taddeo aparece en lo alto de una lista de 'los mejores maestros de pintura que hay en Florencia'.[1]

Taddeo Gaddi tuvo cinco hijos, tres de los cuales fueron artistas conocidos: Giovanni, Agnolo y Niccolò. Ninguna evidencia demuestra que su cuarto hijo, Zanobi, fuera alguna vez un artista serio. Su quinto hijo era Francesco, de quien también se sabe poco.
Su presencia en museos españoles es muy reducida: La Adoración del Niño del Museo Thyssen-Bornemisza de Madrid y una Natividad en el MNAC de Barcelona. Dos tablas del Museo del Prado, que se le atribuían (legado de Francesc Cambó), se asignan ahora al anónimo Maestro de la Madonna de la Misericordia, seguidor suyo.